# San Jose, Tarlac
San Jose là một đô thị hạng 4 ở tỉnh Tarlac, Philippines. Theo điều tra dân số năm 2000, đô thị này có dân số 29.440 người trong 5.860 hộ.

## Các đơn vị hành chính
San Jose được chia thành 13 barangay.
- Burgos
- David
- Iba
- Labney
- Lawacamulag
- Lubigan
- Maamot
- Mababanaba
- Moriones
- Pao
- San Juan de Valdez
- Sula
- Villa Aglipay